# Reinerkogelwarte

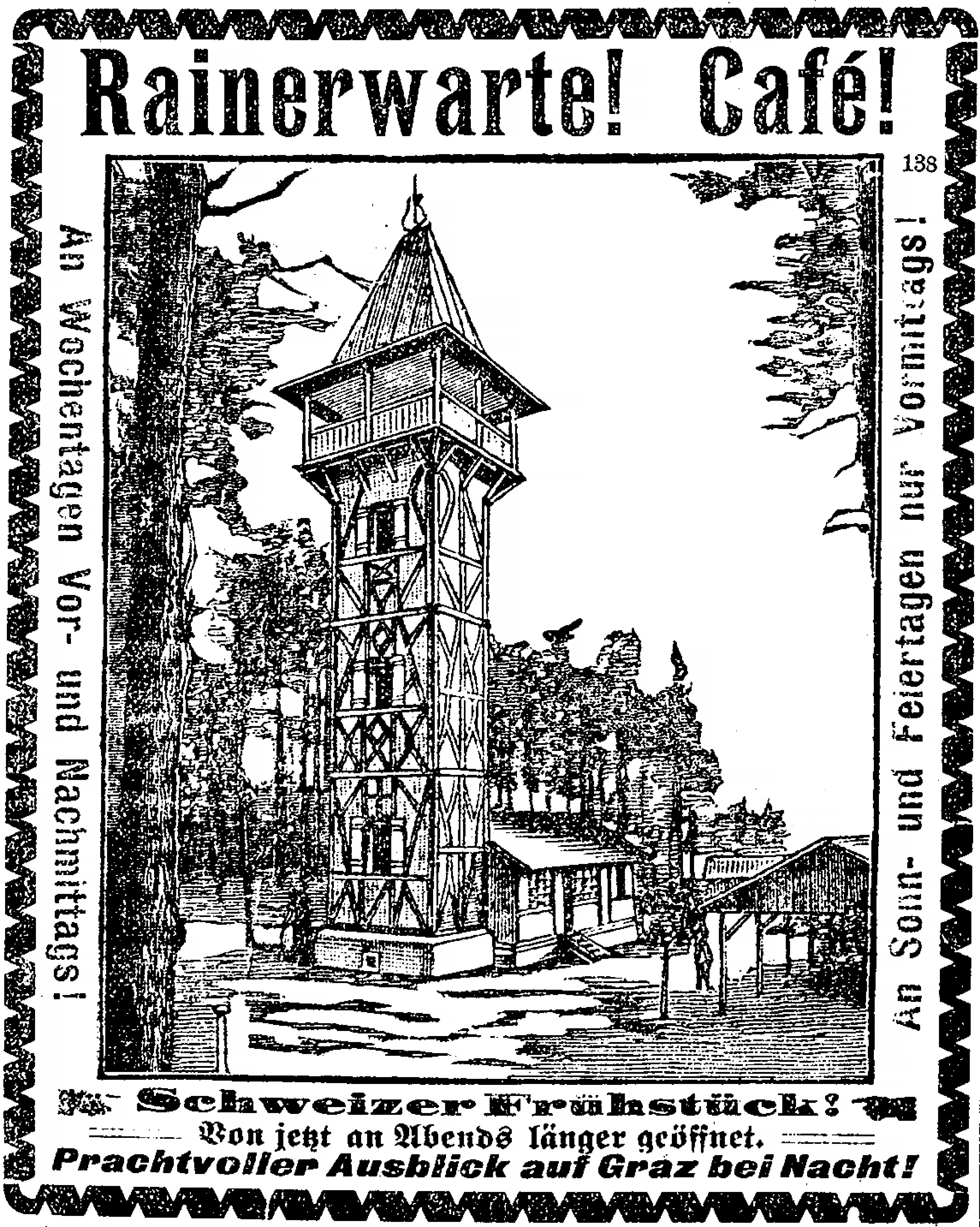
Rainerwarte, beworben als Wochenend-Ausflugsziel (1902)

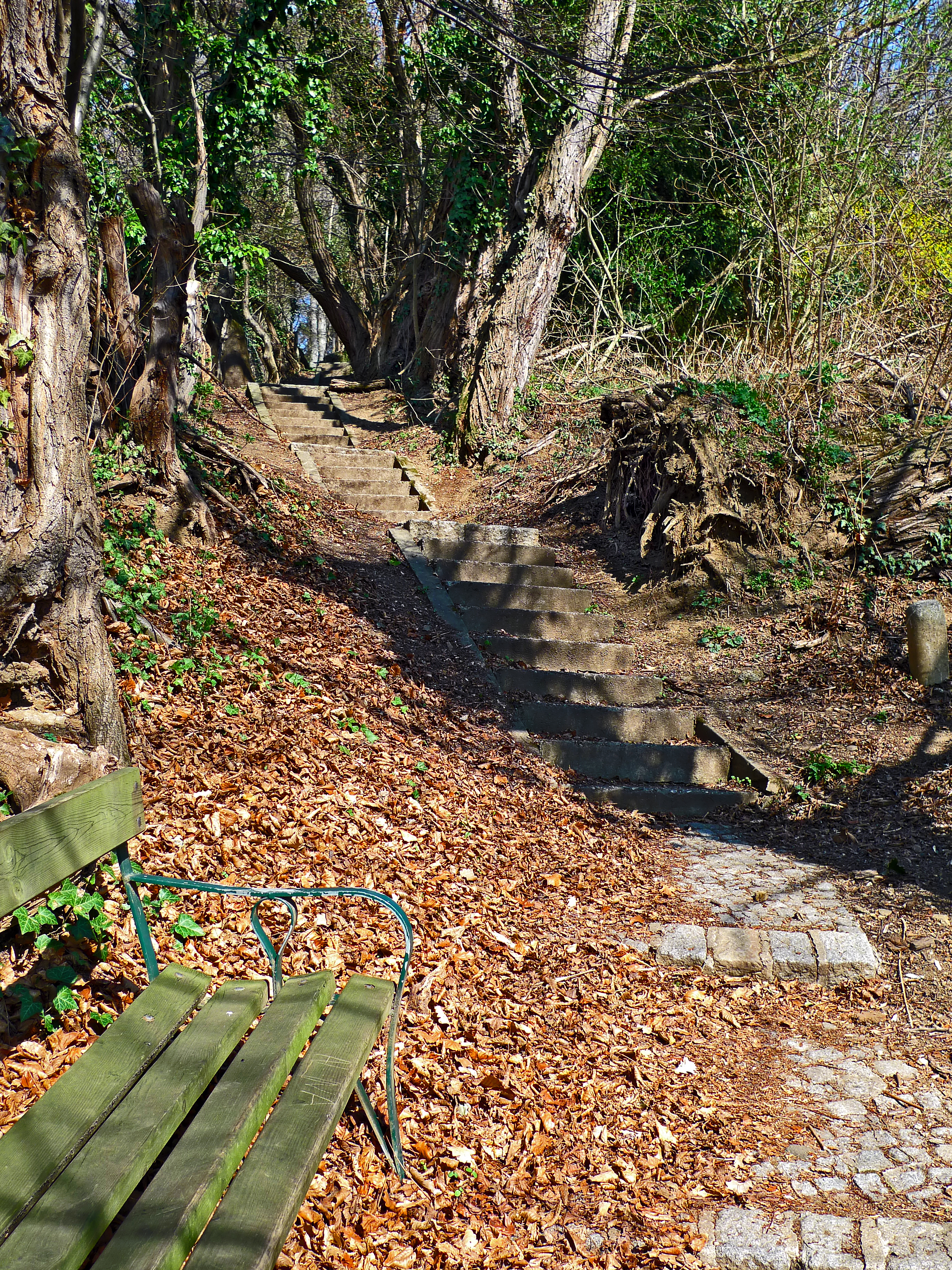
Treppenanlage Jakobsleiter

Die Reinerkogelwarte, früher: Rainerwarte, war ein Aussichtsturm auf dem Reinerkogel (früher: Rainerkogel) im Grazer Stadtbezirk Andritz unweit der Grenze zum Bezirk Geidorf.

## Geschichte und Gestaltung
Franz Clar (1812–1876), ein Arzt, der Stadtverschönerung aus dem Blickwinkel der Gesundheitspflege betrachtete und der von 1861 bis 1866 eine diätetische Heilanstalt geführt hatte, ließ in den frühen 1870er-Jahren auf dem Grazer Rainerkogel eine Aussichts-Gloriette aus Holz errichten, die über ein Wegesystem erreichbar war. Die Warte wurde am 1. Mai 1873 eröffnet und vom steiermärkischen Gebirgsverein übernommen.
Schon 1880 war der Aussichtsturm in schlechtem Zustand, wurde jedoch restauriert. Nach 1890 stürzte die wieder vernachlässigte Warte ein, ihre hölzernen Reste wurden aus Mutwillen in Brand gesetzt. In der Folge untersagten die betroffenen Grundeigentümer die öffentliche Nutzung der Zugänge zur Spitze des Kogels.
1901 entschied sich der Anrainer Oskar Speth Freiherr von Schülzburg (* 1860, † n. a.), die Warte wieder aufzubauen. Am 2. Dezember 1901 fand die behördliche Begehung des Bauplatzes statt, die ohne Einwände gegen das Projekt verlief. Im Hinblick auf die bequeme Erreichbarkeit der zu erbauenden Warte hatte Speth-Schülzburg bereits im Sommer des Jahres eine (über Jahre unbeleuchtet gebliebene) Straße (Weg zum Rainerkogel) anlegen lassen.
Die ab 14. Mai 1902 um 20 Heller zu besteigende Reinerkogelwarte war ein in Fachwerkbauweise konstruierter Turm auf quadratischem Grundriss. Ausgeführt von Baumeister Josef Laber (Kellergeschoß) sowie Zimmermeister Josef Fekonja (Holzarbeiten), hatte das Bauwerk drei Obergeschoße sowie Fenster an Ost- und Westseite. Ein den Bau bekrönender, überdachter Holzumgang diente als Aussichtsplattform. Zur allgemein zugänglichen Warte gehörte ein Turmwärterhaus. Zusätzlich entwickelte sich eine Gastwirtschaft (Turmschenke) mit Restaurantbetrieb. Bereits bei Eröffnung der neuen Warte 1902 bestand zwischen Innenstadt und Andritz eine Straßenbahnverbindung (heute: Linien 3 und 5), von deren Haltestelle Bäckergasse (heute: Robert-Stolz-Gasse) Ausflügler sich auf den Weg zum Gipfel des Kogels machten.
Eng verbunden mit der Wegerschließung der Warte ist die Jakobsleiter, eine im Frühjahr 1903 entstandene, von Nischen und Bänken begleitete Freitreppe direkt zur Warte mit über 300 Stufen an der Südwestseite des Reinerkogels. Die in eine Stufe eingravierte Jahreszahl 1924 stammt von einer damaligen Restaurierung durch die Stadtgemeinde.
1914 verkaufte Speth-Schülzburg die Liegenschaft um die Warte sowie den Grundstreifen Jakobsleiter um 24.000 Kronen an die Stadtgemeinde Graz zum Zweck der Erhaltung als öffentliche Parkanlage.
1957 wurde die Reinerkogelwarte abgetragen. Ihr ehemaliger Standort ist nunmehr verwaldet. Die Jakobsleiter ist noch heute ein Ausflugsziel.